# Ludd (förening)
Ludd är en datorförening vid Luleå tekniska universitet.
Föreningen startades 1991 av studenter vid D-programmet (Civilingenjörsprogrammet i datorteknik) och har idag drygt 500 medlemmar från flera olika program och kurser. Ludd har tidigare haft utbyte med Föreningen Umeå naturvetare som man bland annat skänkt datorhårdvara till.
Bland projekt som startats av medlemmar i Ludd finns bland andra:
- LCnet, universitetets studentnätverk som 1994 möjliggjorde internetuppkoppling för en stor del av universitetets studenter, men som sedan 2008 övertagits av Lunet (stadsnätet).
- NetBSD/VAX, NetBSD portades ursprungligen till VAX-arkitekturen på Ludd.